# Eric Linden
Eric Linden (* 15. September 1909 in New York City, New York; † 14. Juli 1994 in Laguna Beach, Kalifornien) war ein US-amerikanischer Schauspieler.

## Leben und Karriere
Eric Linden wurde als Sohn schwedischer Einwanderer in New York geboren. Sein Vater Phillip war ebenfalls Schauspieler und hatte in Schweden am Königlichen Dramatischen Theater gearbeitet. Sein Vater verließ seine Frau und die fünf Kinder, als Eric noch jung war und so musste dieser auf der Tenth Avenue als Zeitungsjunge arbeiten. Er machte bei Schulstücken mit und studierte Englisch und Literatur auf der Columbia University. 1928 spielte er am Broadway in einer Produktion von Goethes Faust.
Linden gab 1931 sein Filmdebüt in Wesley Ruggles Drama Are These Our Children, wo er in der Hauptrolle einen alten Mann ermordet und dafür hingerichtet wird. In den nächsten Jahren spielte Linden mit seinem jugendlichen Aussehen zahlreiche junge Männer, oft intellektuell und sensibel, mitunter willensschwach oder gar tragisch. Er spielte den nervösen Mann einer von Loretta Young gespielten Mörderin in Life Begins und war als überehrgeiziger Bruder von James Cagney in Der Schrei der Menge zu sehen. Im Film The Silver Cord spielte Linden einen von seiner dominanten Mutter (dargestellt von Laura Hope Crews) völlig beherrschten Sohn. 1935 spielte er die zentrale Rolle in Ah, Wilderness!, der Verfilmung von Eugene O’Neills gleichnamigem Stück. Der große Durchbruch blieb Linden jedoch verwehrt. Seine Filmrollen wurden ab Mitte der 1930er-Jahre zunehmend unbedeutender und er bekam nur noch in B-Movies größere Aufgaben. In seinem zweitletzten Film Vom Winde verweht hatte Linden einen kurzen, aber erschütternden Auftritt als ein verwundeter Soldat, dem sein Bein ohne Betäubungsmittel amputiert werden muss. Er hatte noch eine weitere Szene im Film, die aber gestrichen wurde. Nach 33 Filmen kehrte er Hollywood im Jahr 1941 den Rücken.
Er spielte noch in einigen Theaterstücken, bevor er im Zweiten Weltkrieg kämpfte. Nach dem Ende seines Einsatzes beendete er seine Schauspiellaufbahn mangels Erfolg und arbeitete als Straßeninspekteur und als Radiomitarbeiter. Er heiratete im Jahr 1955 und bekam mit seiner Frau Joanna drei Kinder. Das Ehepaar trennte sich im Jahre 1977, nach anderen Quellen auch 1985. Als Linden 1995 im Alter von 84 Jahren starb, wurde seine Asche in den Pazifik gestreut. Er besitzt für seine Filmarbeit einen Stern auf dem Hollywood Walk of Fame.

## Filmografie
- 1931: Are These Our Children
- 1931: Young Bride
- 1932: Der Schrei der Menge (The Crowd Roars)
- 1932: The Roadhouse Murder
- 1932: The Age of Consent
- 1932: Life Begins
- 1932: Big City Blues
- 1932: Afraid to Talk
- 1933: No Other Woman
- 1933: The Past of Mary Holmes
- 1933: Sweepings
- 1933: The Silver Cord
- 1933: Flying Devils
- 1934: I Give You My Love
- 1935: Let 'em Have It
- 1935: Ladies Crave Excitement
- 1935: Born to Gamble
- 1935: Ah, Wilderness!
- 1936: The Voice of Bugle Ann
- 1936: Der Rächer (Robin Hood of El Dorado)
- 1936: Old Hutch
- 1936: In His Steps
- 1936: Career Woman
- 1937: Girl Loves Boy
- 1937: A Family Affair
- 1937: The Good Old Soak
- 1937: Sweethearts of the Navy
- 1938: Here's Flash Casey
- 1938: Midnight Intruder
- 1938: Romance of the Limberlost
- 1939: Everything's On Ice
- 1939: Vom Winde verweht (Gone with the Wind)
- 1941: Criminals Within